# 木暮武太夫 (1893年生の政治家)

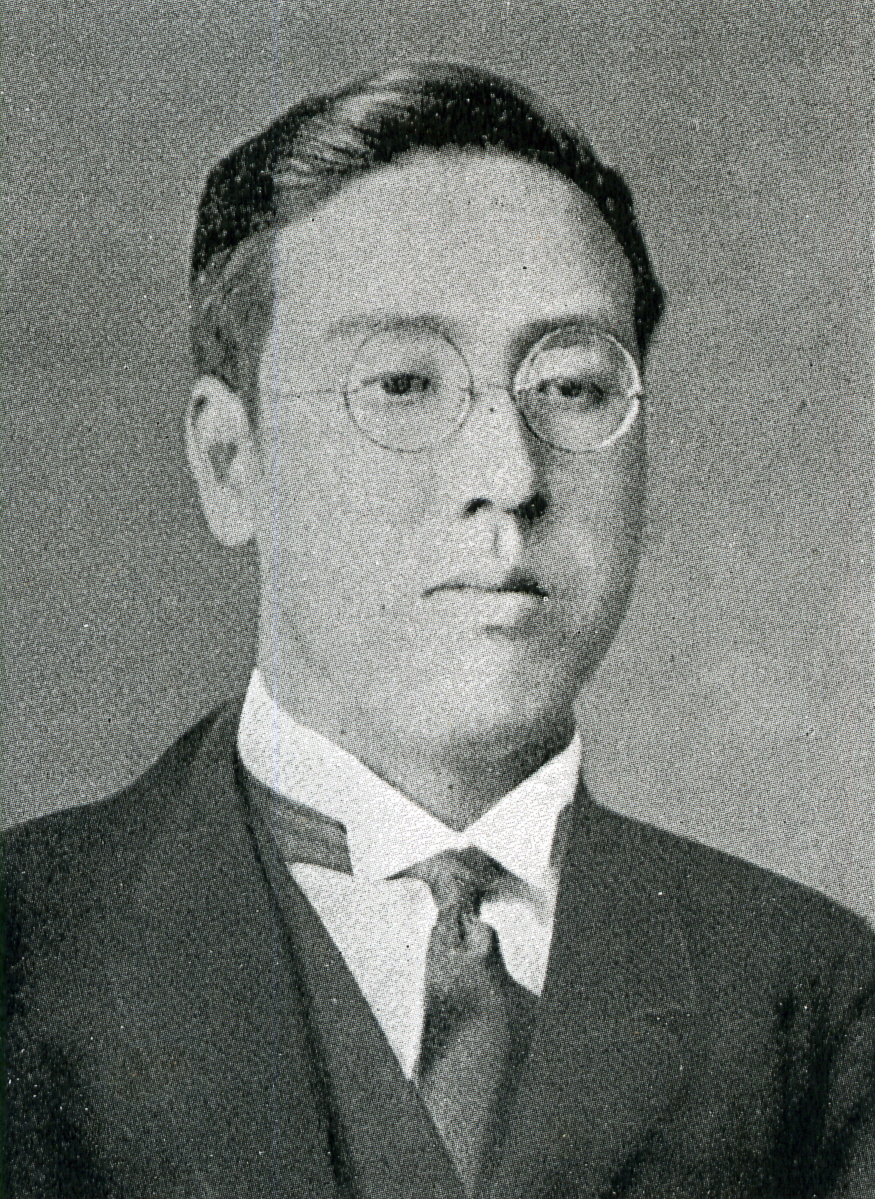
1932年

木暮 武太夫（こぐれ ぶだゆう、旧名・正一、1893年〈明治26年〉2月17日 - 1967年〈昭和42年〉7月10日）は、日本の政治家、実業家、群馬県多額納税者。位階は正三位。衆議院議員、参議院議員、運輸大臣。旅館業、木暮旅館主。群馬県観光協会、日本温泉協会各会長。関東いすゞ自動車販売社長。25代目武太夫。

## 来歴・人物
群馬県北群馬郡伊香保町（現渋川市）出身。先代・木暮武太夫元衆議院議員の長男。木暮家の祖先は武田家の遺臣であり、天正年間伊香保に土着し、群馬きっての旧家として知られ、「県下唯一の金持ち」と称せられていた。1893年生まれの木暮武太夫（旧名・正一）は、木暮家の第25代当主であった。旧制前橋中学校（現・群馬県立前橋高等学校）卒。
1917年、慶應義塾大学部理財科を優等にて卒業。三井銀行に勤めた。旅館業を営んだ。伊香保町議会議員も務めた。1924年、衆議院議員に当選以来、当選8回。1926年、家督を相続し正一を改め襲名した。第1次近衛内閣、幣原内閣で商工政務次官を務めた。
1956年、群馬地方区参議院議員となり、当選2回。第2次池田内閣では運輸大臣を務めた。また伊香保自動車取締役、関東いすゞ自動車販売、群馬バス各社長、群馬大同銀行、群馬信用保証協会、国際観光旅館連盟、日本温泉協会各会長などを務めた。
趣味は読書、旅行。宗教は仏教。族籍は群馬県平民。住所は群馬県北群馬郡伊香保町。

## 略歴

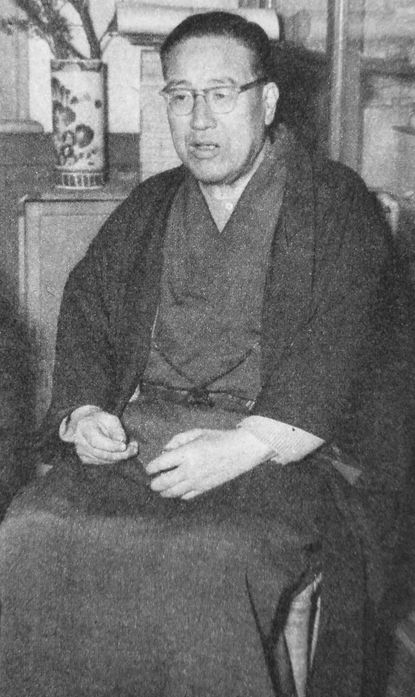
1953年

- 1893年 - 先代木暮武太夫の子として生まれる。
- 1924年 - 第15回衆院選で衆議院議員に初当選。立憲政友会に所属。
- 1945年 - GHQ指令により公職追放の憂き目をみる[15]。
- 1949年 - 日本温泉協会第二代会長に就任。
- 1952年 - 旧群馬3区にて衆議院議員に当選、国政に復帰を果たす。自由党に所属。自由党政務調査会長に就任。
- 1956年 - 参議院議員に転じる。
- 1957年 - 自由民主党群馬県支部連合会の初代会長に就任[16]。
- 1959年 - 参議院予算委員長に就任。
- 1960年 - 自民党党紀委員長に就任。第2次池田内閣に運輸大臣として入閣。
- 1965年 - 春の叙勲で勲一等瑞宝章受章（勲三等からの昇叙）[17]。
- 1967年 - 前年11月より東京都新宿区の慶應義塾大学病院へ入院していたが心筋梗塞と脳血栓を併発により7月10日、現職議員のまま死去、74歳[18][19]。死没日をもって勲一等旭日大綬章追贈、正五位から正三位に叙される[19][20]。

## 所属政党
- 公職追放前：立憲政友会→政友会革新同盟（総裁の中島知久平も群馬県出身）→翼賛議員同盟→翼賛政治会→大日本政治会→日本進歩党
- 公職追放解除後：自由党→自由民主党

## エピソード
- 公職追放から復帰後、旧群馬3区にて衆議院議員に返り咲くが、このとき木暮の当選のあおりを食って小渕光平（第84代内閣総理大臣・小渕恵三の実父、小渕優子の祖父）が落選した。
- 群馬中央バス事件：自らが社長を務める群馬バスのライバル会社である群馬中央バスの免許申請を運輸大臣として却下した。利権絡みの政治的事件として行政法の判例でも有名な事件。
- おろかもの之碑の碑銘の揮毫をした。

## 家族・親族
木暮家
- 父・武太夫[2][14]（1860年 - 1926年、24代目武太夫、旧名・秀家、群馬県平民[9]、衆議院議員、国会開設以来自由党の名士[10]）
- 母・キヨ（1865年 - ?、群馬県士族、堤金之亟の長女）[2]
- 弟（1902年 - ?、分家）[2]
- 妻・サエ（1894年 - ?、群馬、井田金七の妹）[2]
- 男・欽一[2][21]（1918年 - 1988年、26代目武太夫、立教大学卒業[22]）
- 長女[2]（1921年 - 2016年、嫁ぐ）
- 二女[2][4]
- 三女[2][4]（横川重衛の妻）[23]
- 四女[2][4]

親戚
- 井田金七（群馬県多額納税者、酒造業）
- 叔父・稲茂登三郎（実業家、衆議院議員）
- 三女の夫の父・横川重次[23]（農業、製材業、横川製材社長、埼玉県多額納税者、武蔵野銀行相談役、衆議院議員）

## 選挙歴
| 当落 | 選挙                    | 執行日         | 選挙区         | 政党                   | 得票数     | 得票率 | 定数 | 得票順位 /候補者数 | 政党内比例順位 /政党当選者数 |
| ---- | ----------------------- | -------------- | -------------- | ---------------------- | ---------- | ------ | ---- | ------------------ | ---------------------------- |
| 当   | 第15回衆議院議員総選挙  | 1924年05月10日 | 群馬4区 (戦前) | 立憲政友会             |            |        | 2    | 2/                 | /                            |
| 当   | 第16回衆議院議員総選挙  | 1928年02月20日 | 群馬2区 (戦前) | 立憲政友会             |            |        | 4    | 4/                 | /                            |
| 当   | 第17回衆議院議員総選挙  | 1930年02月20日 | 群馬2区 (戦前) | 立憲政友会             |            |        | 4    | 3/                 | /                            |
| 当   | 第18回衆議院議員総選挙  | 1932年02月20日 | 群馬2区 (戦前) | 立憲政友会             |            |        | 4    | 2/                 | /                            |
| 当   | 第19回衆議院議員総選挙  | 1936年02月20日 | 群馬2区 (戦前) | 立憲政友会             |            |        | 4    | /                  | /                            |
| 当   | 第20回衆議院議員総選挙  | 1937年04月30日 | 群馬2区 (戦前) | 立憲政友会             |            |        | 4    | 4/                 | /                            |
| 当   | 第21回衆議院議員総選挙  | 1942年04月30日 | 群馬2区 (戦前) | 翼賛政治体制協議会推薦 |            |        | 4    | 3/                 | /                            |
| 当   | 第25回衆議院議員総選挙  | 1952年10月01日 | 旧群馬3区      | 自由党                 | 4万282票   | 12.57% | 4    | 4/10               | /                            |
| 落   | 第26回衆議院議員総選挙  | 1953年04月19日 | 旧群馬3区      | 自由党                 | 4万5966票  | 14.36% | 4    | 5/7                | /                            |
| 当   | 第4回参議院議員通常選挙 | 1956年07月08日 | 群馬県選挙区   | 自由民主党             | 31万6867票 | 49.33% | 2    | 1/4                | /                            |
| 当   | 第6回参議院議員通常選挙 | 1962年07月01日 | 群馬県選挙区   | 自由民主党             | 31万9019票 | 48.33% | 2    | 1/5                | /                            |

※第19回衆院選は畑桃作の当選無効による繰り上げ当選。